# 에탄올 연료

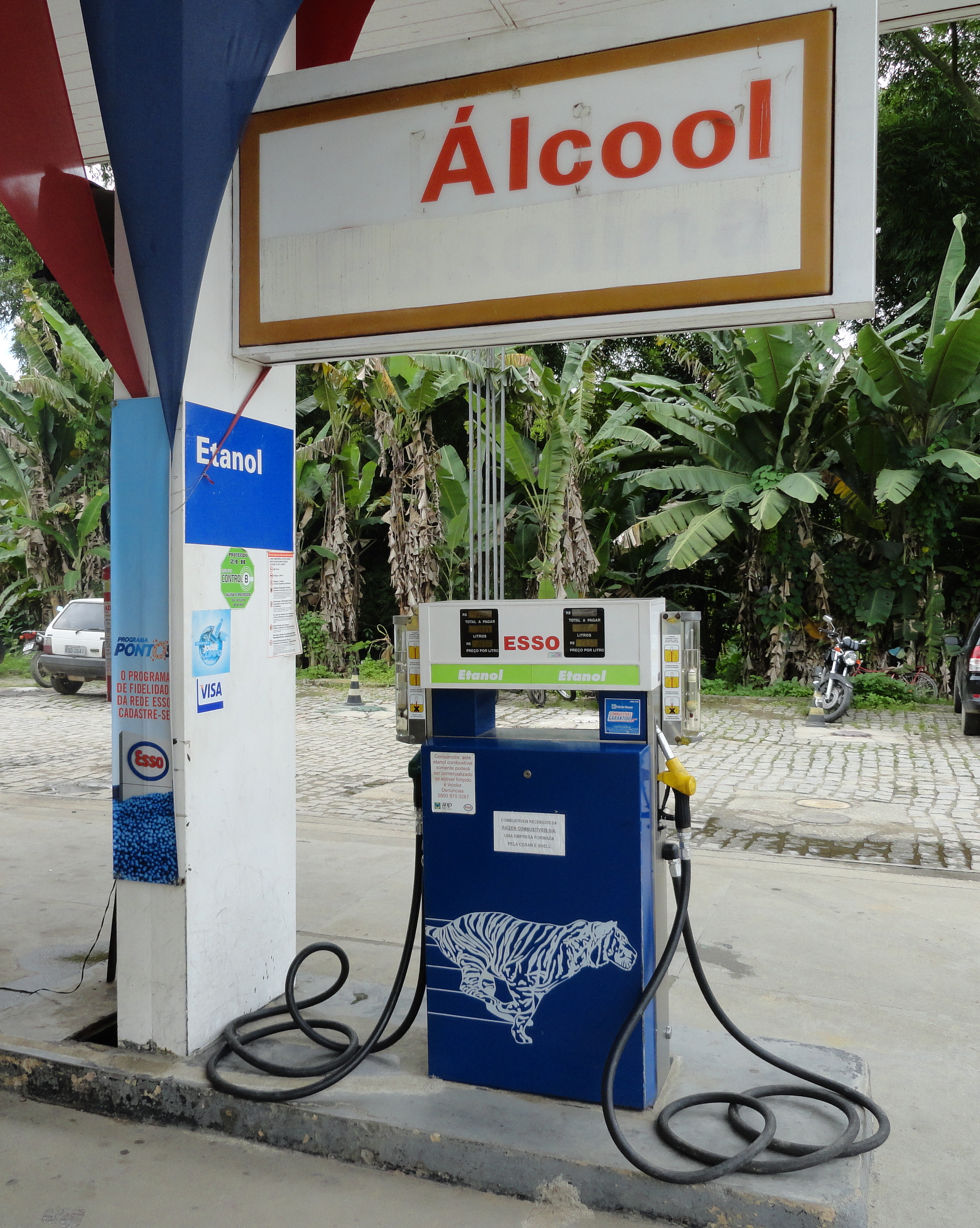

에탄올 연료는 에탄올을 휘발유 대신 연료로 쓰는 것이다. 브라질에서는 사탕수수를 이용한 바이오에탄올 연료가 일찍이 활성화되었다. 2000년대에 들어서 옥수수를 이용한 바이오에탄올이 미국에서 보급되고 있으나 식량 낭비이자 식량 가격을 올려서 어려운 사람들을 짓밟는 행동이라는 논란이 있다. (식량 대 연료 참고) 이에 대한 반론으로 에탄올 발효 후에 남는 증류기 곡물은 단백질이 풍부한 사료여서 옥수수 대신 증류기 곡물을 사료로 주면 식량 낭비는 크지 않다는 반론도 있다. 아무튼 식량 낭비를 줄이고 식량 자급률이 낮은 국가에서도 바이오에탄올의 활용을 늘리기 위해서 식량이나 나무를 재배하고 남는 식물 줄기나 나무 등 셀룰로스, 헤미셀룰로스, 리그닌 등으로부터 에탄올을 얻는 방법(셀룰로스 에탄올)이 연구되고 있다.

## 같이 보기
- 알코올 연료
- 메탄올 연료
- 뷰탄올 연료
- 식량 대 연료(영어판)
- 셀룰로스 에탄올
- 셀룰레이스
- 증류기 곡물